# Georges de Rham
Georges de Rham (10. září 1903, Roche, kanton Vaud – 9. října 1990, Lausanne) byl švýcarský matematik známý díky svým příspěvkům v oboru diferenciální topologie. Patřil také k předním amatérským horolezcům své země.

## Život
Magisterský titul získal na univerzitě v Lausanne, doktorský poté na Pařížské univerzitě. Po zisku doktorátu se vrátil do Lausanne, kde vyučoval na tamní univerzitě a zůstal tam až do svého odchodu do penze v roce 1971. Současně zastával i pozici profesora na Ženevské univerzitě.
V roce 1931 dokázal de Rhamovu větu, která říká, že kohomologické grupy jsou topologicky invariantní.
Vliv de Rhama byl velmi silný zvláště v době kdy se vyvíjela Hodgeova teorie.
Georges de Rham proslul i jako horolezec. Otevřel mnoho nových cest, zejména ve Walliských Alpách.